# Гиага
Гиага (адыг. Джэджэ) — река в Республике Адыгея. Левый приток Лабы (бассейн Кубани). Устье реки ранее находилось в 35 км по левому берегу реки Лаба, сейчас оно теряется в системе водоканалов у села Штурбино. Длина реки составляет 87 км, площадь водосборного бассейна — 401 км².

Бассейн Кубани

Название переводится с адыгейского как «пересыхающая» или с татарского как «хитрая». Также Джэджэ — абхазский покровитель плодородия и земледелия. Другие исследователи не дают пояснений касательно названия и задаются вопросом, какова связь между топонимами Джэджэ и Гиага и есть ли она вообще.

## Данные водного реестра
По данным государственного водного реестра России относится к Кубанскому бассейновому округу, водохозяйственный участок реки — Лаба от впадения реки Чамлык и до устья. Речной бассейн реки — Кубань.
Код объекта в государственном водном реестре — 06020000912108100004255.